# Lijst van aandoeningen
Hieronder staat een lijst van aandoeningen. Een aandoening is de verzamelnaam van symptomen, syndromen, klinische tekens, ziekten, handicaps en letsels.

## 0-9
1q21.1-deletiesyndroom

1q21.1-duplicatiesyndroom

## A
aambeien

ADHD

ACNES

ADD

acromegalie

afasie

aids

alvleesklierkanker

alzheimer

ALS

aneurysma

anorexia

artrose

astigmatisme

asperger

astma

autisme

## B
buiktyfus

beenmergkanker

beroerte

bijziendheid

bindvliesontsteking

bipolaire stoornis

blindheid

bof

botontkalking

bronchitis

brucellose

boviene spongiforme encefalopathie (BSE)

burn-out

## C
cariës

cataract

cerebrovasculair accident

chalazion

chlamydiasis

chronischevermoeidheidssyndroom (ME-CVS)

Churg-Strauss

coeliakie

colitis ulcerosa

congenitale hypothyreoïdie (CHT)

conjunctivitis

COPD

COVID-19

craniosynostose

cystinose

CVA

crohn

## D
darmkanker

decubitus

depressie

diabetes mellitus

diarree

difterie

diverticulose

doofheid

Down

dwarslaesie

dyscalculie

dyslexie

dyspraxie

## E
ebola

eczeem

Ehlers-Danlos

eksterogen

endometriose

Engelse ziekte

epilepsie

erectiestoornis

## F
fenylketonurie (PKU)

fibrodysplasia ossificans progressiva (FOP)

fibromyalgie

Fitz-Hugh-Curtis

fobieën

## G
Gilles de la Tourette

glaucoom

golfsyndroom

griep

## H
hartinfarct ('hartaanval')

hartritmestoornissen

HELLP-syndroom

hemothorax

hemochromatose

hepatische encefalopathie

hepatitis

hernia (lies)

hernia (middenrif)

hernia (rug of nek)

hersentumor

hersenbloeding

herseninfarct

hersenvliesontsteking

heupdysplasie

hielspoor

hondsdolheid

hoofdpijn

hooikoorts

hordeolum externum

hordeolum internum

huntington

hydrocefalus

hyperventilatie

hypoglykemie

## I
influenza

IDIC-15

## J
jicht

## K
kahler

kanker

keelontsteking

kinkhoest

kleurenblindheid

klierkoorts

## L
lepra

leukemie

leverkanker

leverontsteking

liesbreuk

longkanker

longontsteking

lupus erythematodes

## M
maagkanker

malaria

manisch-depressieve stoornis

Marfan

mazelen

MCAD

myalgische encefalomyelitis (ME)

migraine

miltvuur

Möbius

molluscum contagiosum

mondkanker

moyamoya-syndroom

mucoviscidose

multiple chemical sensitivity

multipele sclerose (MS)

Münchhausen

myasthenia gravis

## N
narcolepsie

netvliesdegeneratie

neurose

## O
organisch psychosyndroom (OPS)

osteoporose

overspannenheid

## P
parasieten

paratyfus

parkinson

parodontitis

pest

pfeiffer

phenylketonurie, zie Fenylketonurie

plagiocefalie

plexus-brachialisletsel

pokken

polio

polyneuropathie

post-partumdepressie

progeria

prostaatkanker

pseudotumor cerebri

psoriasis

psychopathie

psychose

## Q
Q-koorts

## R
rachitis

reactieve hechtingsstoornis

reuma

roodvonk

RSI

rodehond

rugpijn

## S
sarcoïdose

scheelzien

schizofrenie

scoliose

slokdarmafsluiting

seksueel overdraagbare aandoening (SOA)

spina bifida

spondylolyse

stotteren

syfilis

## T
taaislijmziekte

tetanus

TIA

tuberculose

tubereuze sclerose

tyrosinemie

## U
urticaria

## V
vlektyfus

verkoudheid

verstandelijke handicap

verziendheid

vitiligo

voedselvergiftiging

## W
wagenziekte

waterpokken

waterwratten

whiplash

wratten

## X Y Z
triple X-syndroom

zeeziekte

ziekte van Alzheimer

ziekte van Bechterew

ziekte van Bourneville

ziekte van Buerger

ziekte van Chagas

ziekte van Coats

ziekte van Creutzfeldt-Jakob

ziekte van Crohn

ziekte van Curschmann-Steinert

ziekte van Fabry

ziekte van Forestier

ziekte van Gaucher

ziekte van Glanzmann

ziekte van Graves

ziekte van Hashimoto

ziekte van Hippel-Lindau

ziekte van Hodgkin

ziekte van Huntington

ziekte van Hurler

ziekte van Kahler

ziekte van Kawasaki

ziekte van Krabbe

ziekte van Lyme

ziekte van Menkes

ziekte van Parkinson

ziekte van Peyronie

ziekte van Pfeiffer

ziekte van Pompe

ziekte van Quervain

ziekte van Raynaud

Ziekte van Von Recklinghausen

ziekte van Sanfilippo

ziekte van Strümpell

ziekte van Sturge-Weber

ziekte van Tay-Sachs

ziekte van Thomsen

ziekte van Waldenström

ziekte van Wegener

ziekte van Weil

ziekte van Whipple

ziekte van Wilson

ziekte van Zoon

zwemmerseczeem